# 테디 리네르
테디 피에르마리 리네르(프랑스어: Teddy Pierre-Marie Riner, 1989년 4월 7일~)는 프랑스의 유도 선수이다. 키 203 cm, 몸무게 139 kg로 2010년대 남자 최중량급에서 세계 최고 실력을 갖춘 유도 선수이다.
2007년 세계 선수권 100 kg 이상급에서 우승한 이후 세계 선수권에서 이 종목에서 2015년까지 계속 우승했다. 2008년 베이징 올림픽에서 동메달을 획득한 그는 세계랭킹 1위로 2012년 런던 올림픽에서도 유력한 우승 후보로 거론되었고, 타 선수들을 압도하며 금메달을 획득하였다.

## 어린 시절
과들루프섬의 레자빔에서 태어나 파리에서 자라왔다.

## 유도 경력
르발루아페레에서 르발루아 스포츠 클럽의 회원인 리네르는 크리스티앙 쇼몽과 베누아 캉파르그의 코치를 받았다. 2006년에 세계와 유럽 주니어 선수권을 우승하였다. 이듬해 베오그라드에서 열린 유럽 선수권을 우승하고 리우데자네이루에서 열린 세계 선수권에서는 헤비급을 우승한 최연소 선수가 되었다.
2008년 베이징 올림픽에 나간 리네르는 헤비급에 출전하여 준결승전에 진출하는 데 튀니지의 아니스 체들리와 카자흐스탄의 옐도스 이흐산갈리예프를 꺾기 전에 경연의 2번째 라운드에서 부전승을 받았다. 준결승전에서 우즈베키스탄의 압둘로 탕그리에프에게 패한 그는 패자부활전에 나가야 했다. 패자부활전에서 리네르는 안드레아스 퇼처와 주앙 쉴리틀레르를 꺾고, 동메달 결승전에서 조지아의 라샤 구제지아니를 하나의 잇폰, 하나의 유코와 하나의 코카 기술 대 0점의 득점에 의하여 동메달을 땄다. 그해 12월에는 르발루아페레에서 열린 세계 무제한급 선수권에서 러시아의 알렉산드르 미하일린을 꺾고 2번째 세계 선수권을 우승하였다.

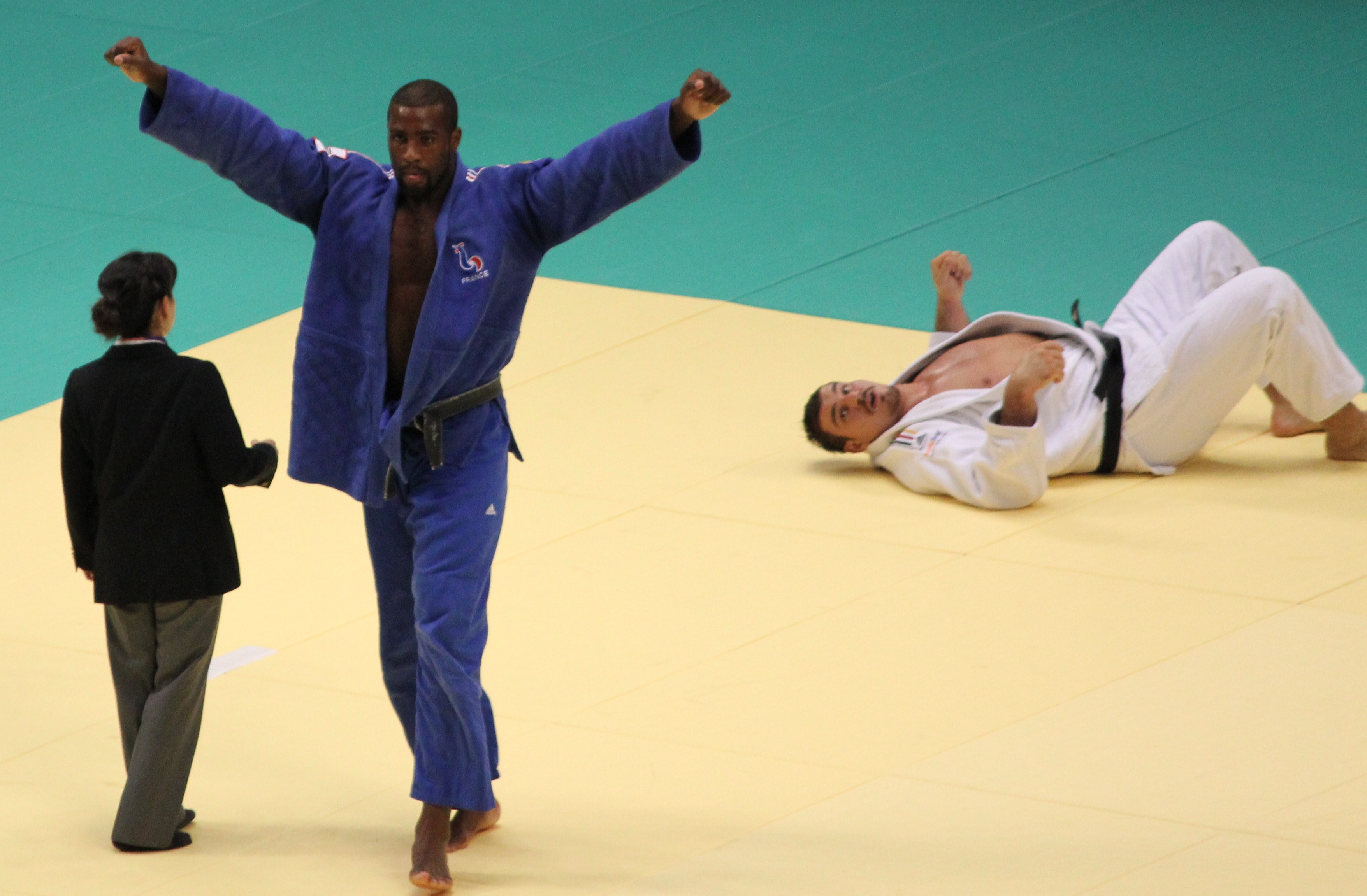
2010년 세계 선수권에서 퇼처를 꺾은 리네르

2009년 로테르담에서 열린 세계 선수권에서 3번째 세계 타이틀을 우승한 리네르는 이듬해 도쿄에서 열린 세계 선수권에서 금메달 1개와 은메달 1개를 획득하였다. 헤비급을 우승한 후, 그는 무제한급에서 2 대 1의 심판의 결정에 의하여 일본의 가미카와 다이키에게 패하였다.
2011년 이스탄불에서 2번째 타이틀을 우승한 리네르는 그해 파리에서 열린 세계 선수권에서 독일의 퇼처를 꺾고 금메달을 땄다. 이 결과는 그가 3개의 세계 타이틀을 우승한 처음이자 마지막 유도 선수가 된 것을 의미하였다. 그는 팀 종목을 우승한 프랑스 부문의 일부로서 6개의 세계 선수권 금메달을 획득하였다.
2012년 런던에서 열리는 2012년 하계 올림픽에서 프랑스를 위해 출전하는 데 선택된 리네르는 결승전에서 미하일린을 꺾고 금메달 획득에 성공하였다.
4년 후 브라질 [[리우데자네이루 2016년 하계 올림픽에서 그는 결승전에서 일본의 하라사와 히사요시를 꺾고 2연승을 거두었다.
2021년 일본 도쿄에서 열린 2020년 하계 올림픽에서는 8강에서 우즈베키스탄의 아브둘로 탄그리예프에게 패하여 3연패에 실패했으며 동메달을 획득했다.